# Massiv gengældelse
Massiv gengældelse (engelsk: massive retaliation) var en miltærstrategi, hvor USA forbeholdt sig retten til anvendelse af atomvåben i tilfælde af et sovjetisk angreb på "en fri stat". Udtrykket blev lanceret af udenrigsminister John Foster Dulles i 1954, og strategien var officielt Dwight D. Eisenhowers – administrationens politiske svar på terrorbalancen. Under John F. Kennedy ændrede USA strategi, bl.a. på baggrund af den sovjetiske atomvåbenslagkraft. Den nye strategi var allerede formuleret i 1950 af Paul Nitze og blev betegnet fleksibelt gensvar (engelsk: flexible response).